# Carlos Bustelo
Carlos Bustelo y García del Real (Ribadeo, outubro de 1936) é um político espanhol que serviu como Ministro da Indústria da Espanha de 1979 a 1980.
Na época em que Bustelo entrou para o gabinete, a Espanha estava emergindo dos anos de Franco e o desenvolvimento econômico tinha que enfrentar o que Bustelo chamou de “a esmagadora inércia mental” herdada do antigo regime.